# ماريو ضد دونكي كونغ (لعبة فيديو)
ماريو ضد دونكي كونغ (بالإنجليزية: Mario vs. Donkey Kong)‏ هي لعبة منصات ألغاز عام 2004 تم تطويرها بواسطة نينتندو سوفتوير تكنلوجي وتم إصدارها لجهاز غيم بوي أدفانس. هي اللعبة الخليفة لـ دونكي كونغ، والتي تم إصدارها في 1994 لـ غيم بوي. تم إصدار تكملة للعبة، وهي ماريو ضد دونكي كونغ 2: مارش أوف ذا مينيز، تم إصدار لعبة ماريو ضد دونكي كونغ على نينتندو دي أس في عام 2006، وعلى الـ فرتشول كونسول لجهاز الـ نينتندو 3دي أس في 16 ديسمبر 2011، والفرتشول كونسول لجهاز الـ وي يو في 9 فبراير 2017.
يدور مفهوم اللعبة حول مجموعة من عناصر ألعاب المنصات والألغاز، مما يتحدى ماريو للعثور على المفاتيح، والوصول إلى باب مغلق، وإنقاذ ميني ماريوز.

## أسلوب اللعب
في لعبة ماريو ضد دونكي كونغ، يتولى اللاعب دور ماريو، الذي يطارد دونكي كونغ من خلال مصنع ألعاب لاسترداد العديد من ألعاب ميني ماريو المسروقة. تُلعب اللعبة، وهي عبارة عن لعبة منصات وألغاز، بشكل مشابه للعبة دونكي كونغ على الـ غيم بوي، مما يمنح ماريو مجموعة كبيرة من الحركات الرياضية المختلفة، بما في ذلك الوقوف على اليدين، والشقلبة الجانبية، والقفز الثلاثي، وكلها يمكن استخدامها للمناورة على المنصة. المراحل بطرق مختلفة. هناك العديد من البيئات المختلفة، بدءًا من بيئة الحمم البركانية إلى موقع البناء الكلاسيكي، وهناك خمسة أنواع مختلفة؛ في البداية، والأكثر شيوعًا، يتعين على ماريو التقاط مفتاح ونقله إلى الباب المغلق، ثم البحث عن لعبة ميني-ماريو والتقاطها في نهاية المستوى. النوع الثاني هو المكان الذي يجب أن يوجه ماريو ستة ألعاب ميني-ماريو إلى صندوق الألعاب، بينما يحميها من البيئات الخطرة. النوع الثالث هو مستوى الرئيس، حيث يجب على ماريو محاربة دونكي كونغ للانتقال إلى العالم التالي. النوع الرابع هو المرحلة الإضافية، حيث يجب على ماريو تنشيط ميني-ماريو واحد في المستوى، والذي يحمل مفتاحًا، ويأخذها إلى الباب. النوع الخامس من المستوى هو مستويات الخبراء. يمكن الوصول إلى مستويات الخبراء بعد التغلب على العوالم الرئيسية. في هذا الوضع، يجب أن يحصل ماريو على المفتاح ويقوده إلى الباب، تمامًا مثل النوع الأول من المستوى، ولكن هذه هي أصعب المستويات في اللعبة. للوصول إلى الباب يتفوق على المستوى في وضعي الخبراء والإضافية، بدلاً من إرسال ماريو إلى الجزء الثاني.

## الحبكة
ماريو هو مالك شركة ألعاب ماريو، وهي شركة ألعاب يبيع فيها سلسلة من شخصيات التصفية الصغيرة تسمى «ميني ماريوز». بعد مشاهدة إعلان تلفزيوني لـ ميني-ماريوز، يقع دونكي كونغ على الفور في حب الألعاب وينطلق إلى المتجر للحصول على واحدة لنفسه، ليجد أن اللعبة قد بيعت. غضب دونكي كونغ، فلذلك اقتحم مصنع ألعاب ماريو عبر الشارع وسرق جميع ميني ماريوز، مما دفع ماريو لمطاردة دونكي كونغ لاستعادة ألعابه. يسافر ماريو بحثًا عن دونكي كونغ، وينقذ ميني ماريوز ويقاتل دونكي كونغ عدة مرات على طول الطريق قبل استعادة جميع الألعاب. يسخر كل من ماريو وميني ماريوز وموظفي تود من شركة ألعاب ماريو من دونكي كونغ، الذي أدرك أن جميع ألعابه المسروقة قد اختفت، مما دفعه إلى اختطاف جميع الضفادع وسجنهم في برج مبنى كبير. يصعد ماريو إلى قمة البرج، وينقذ الضفادع، ويقاتل دونكي كونغ مرة أخرى، وبعد ذلك يسقط دونكي كونغ على شاحنة تحتوي على شحنة من ميني ماريوز الجديدة. ثم يسرق دونكي كونغ هذه المجموعة من الألعاب على الفور بينما يلاحقه ماريو مرة أخرى لاستعادتها. بعد مطاردة أخرى للقط والفأر، استعاد ماريو جميع سيارات ميني ماريوز التي تم التقاطها باستثناء 6، والتي يحتجزها دونكي كونغ وحراسها بميكانيكا روبوتية كبيرة. يحارب ماريو دونكي كونغ للمرة الأخيرة، ويدمر آلية دونكي كونغ وأخيراً يستعيد بقية الألعاب. لاحظ ماريو أن دونكي كونغ محطم ويبكي من الخجل، وهو يستجيب له من خلال مواساته ومنحه لعبة ميني-ماريو مجانية. بعد أن حصل أخيرًا على ما يريده طوال الوقت، يفرح دونكي كونغ وماريو والضفادع وبقية الميني ماريوز معًا.

## التطوير
اللعبة عبارة عن تطور لـ دونكي كونغ بلس، وهو عنوان معروض في معرض الترفيه الإلكتروني لعام 2002. خلال العرض، كان لدى بلس ميزة تسمح للاعبين بتصميم وحفظ مستوياتهم الخاصة على غيم كيوب، ثم نسخها إلى غيم بوي أدفانس باستخدام كابل الارتباط. كانت في الأساس نسخة محدثة من دونكي كونغ للـ غيم بوي، لكن اللعبة اختفت في العام التالي. تم استبداله بالرسومات المقدمة مسبقًا وإضافات اللعب من ماريو ضد دونكي كونغ. تمت إزالة ميزة اصنع مرحلة من هذا الإصدار (ولكنها تظهر في تكملة لها). لا يزال محرر المستوى موجودًا داخل برمجة اللعبة، ويمكن تمكينه من خلال تعديل.
تحتوي اللعبة على دعم مخفي لـ نينتندو إي-ريدر. أقامت نينتندو مسابقة في اليابان تم فيها توزيع البطاقات على 1000 مشارك فائز. تم إصدار خمس بطاقات بمستوى بواسطة CoroCoro Comic، وتم منح بطاقة أخرى في معرض الهواية العالمي العشرين. يمكن للعبة حفظ ما يصل إلى 12 مستوى إضافي.

## التقييم
| التقييم |             |
| --- | ----------- |
| مجموع النقاط المجموع نقاط ميتاكريتيك 81/100 نتائج المراجعة نشرة نقاط إدج 7/10 إلكترونك غيمينغ مونثلي 7.33/10 يورو غيمر 8/10 فاميتسو 30/40 غيم إنفورمر 7.5/10 غيم برو غيم سبوت 8/10 غيم سباي غيم زون 8.5/10 آي جي إن 8.5/10 نينتندو باور 4.5/5 |             |
| مجموع النقاط |             |
| المجموع | نقاط        |
| ميتاكريتيك | 81/100      |
| نتائج المراجعة |             |
| نشرة | نقاط        |
| إدج | 7/10        |
| إلكترونك غيمينغ مونثلي | 7.33/10     |
| يورو غيمر | 8/10        |
| فاميتسو | 30/40       |
| غيم إنفورمر | 7.5/10      |
| غيم برو | 4.5/5 stars |
| غيم سبوت | 8/10        |
| غيم سباي | 3/5 stars   |
| غيم زون | 8.5/10      |
| آي جي إن | 8.5/10      |
| نينتندو باور | 4.5/5       |

تلقت اللعبة تقييمات «إيجابية» وفقًا لمجمع مراجعة ألعاب الفيديو ميتاكريتيك. أطلق عليها غيم سبوت لقب أفضل لعبة غيم بوي أدفانس في مايو 2004. حصلت على المركز الثاني في فئة جائزة غيم سبوت لعام 2004 «أفضل أحجية / لعبة إيقاع» عبر جميع المنصات، وخسرت أمام كاتاماري داماسي. في 16 مارس 2007، أدرجتها آي جي إن في المرتبة 25 في قائمتها لأفضل 25 لعبة من ألعاب غيم بوي أدفانس على الإطلاق، واصفة إياها بأنها «لعبة رائعة تناسب بيئة الالتقاط واللعب في غيم بوي أدفانس حيث يمكن للاعبين أخرج النظام وحل اللغز وضعه بعيدًا لوقت لاحق.»

## إعادة الإصدار المحدود
في 28 يوليو 2011، أعلنت نينتندو أن ماريو ضد دونكي كونغ، بالإضافة إلى تسع ألعاب أخرى من غيم بوي أدفانس، ستكون متاحة لمالكي نينتندو 3دي أس الذين اشتروا أنظمتهم قبل تخفيض الأسعار في 11 أغسطس 2011 عبر فرتشول كونسول كجزء من برنامج Ambassador. هذا العرض متاح في جميع المناطق، وفقط لأولئك الذين أصبحوا مؤهلين في برنامج Ambassador (عن طريق الوصول إلى نينتندو إي شوب قبل تاريخ تخفيض السعر). على الرغم من إصدار اللعبة في 16 ديسمبر 2011 لمستخدمي Ambassador، إلا أن نينتندو لم تصدرها أبدًا لعامة الناس في شكل مدفوع على نينتندو 3دي أس على عكس إصدار وي يو، الذي تم إصداره لاحقًا في عام 2014.

## الملاحظات
1. ↑  تسمى في اليابان: マリオVSドンキーコング.